# Pseudociboria
Pseudociboria is een monotypisch geslacht van schimmels uit de familie Sclerotiniaceae. Het bevat alleen Pseudociboria umbrina.